# Аккерман, Эрих
Эрих Аккерман (нем. Erich Ackermann; 30 мая 1920, Хазельштайн, Гессен — 3 декабря 2007, Фульда, Гессен) — немецкий органист.
Окончил в 1938 году гимназию при кафедральном Соборе Святого Спасителя — главной церкви Фульдского аббатства; в частности, учился музыке у музикдиректора собора Фрица Кригера (нем. Fritz Krieger; 1902—1965). Затем учился в Кёльнской консерватории и Кёльнском университете. В 1944 г. сдал государственный экзамен, получив диплом органиста и учителя музыки. 1 апреля 1945 года назначен титулярным органистом фульдского Собора Святого Спасителя.
С 1948 г. выступал в концертных трансляциях радио Norddeutscher Rundfunk. Гастролировал в Германии и за рубежом. Записал альбом григорианских хоралов с хором монахов Лаахского аббатства. Входил в состав литургической комиссии Фульдской епархии. В 1976 г. участвовал в постройке нового органа в фульдской церкви Святого Павла.
В 1970 г. епископ Адольф Больте присвоил Аккерману звание профессора церковной музыки. Среди его учеников, в частности, Вольфганг Рюбзам.